# Седун Данило Хомич
Седун Данило Хомич (1870 — 3 січня 1930) — захисник природи Криму.
Д. Х. Седун народився в 1870 р. в легендарній  Біловезькій пущі, в селищі Біловежа. Професор  І. І. Пузанов писав про нього: «У молодості він славився у Біловезькій пущі як зухвалий, невловимий браконьєр, потім „покаявся“ і вступив на службу в царське полювання єгерем, став справжньою грозою браконьєрів».
Коли в 1913 р. біловезького зубра вирішили акліматизувати в Кримському царському полюванні, туди був направлений і Данило Хомич. Він назавжди залишився там, разом зі своєю сім'єю, і жив безвиїзно 15 років в урочищі «Холодна вода».
«Седун набув славу людини абсолютно непідкупної, стійкої, справжньої грози браконьєрів і оплоту переслідуваних оленів, кіз і муфлонів». Він залишався на своїй посаді і в найважчі роки для  Кримського заповідника —  громадянської війни, і браконьєри з повагою говорили про нього: «Проклятий старий! Швидше з голоду здохне, а ні жодним козеням не поживиться; борсуків — жере, а  оленів і кіз — ні-ні!». На ньому трималася вся лісова варта заповідника, він, власне кажучи, і врятував в той час залишки дичини від цілковитого знищення.
Д. Х. Седун — самородк-натураліст. 
У 1927 р. Седун брав участь в експедиції з пошуку зубрів в Кавказькому заповіднику, надавши послуги як слідопит.
«Він один вартий багатьох, — це визнають як його численні друзі, так і вороги, яких теж немало», — писав про нього професор І. І. Пузанов.
3 січня 1930 р., під час рейду на браконьєрів у Кримському заповіднику, 60-річний Данило Хомич Седун був убитий браконьєрами пострілом в голову.
Після загибелі Д. Х. Седуна в сторожці залишилися жити його дружина і донька Настя. Їх доля не менш сумна: в 1942 р. нацисти запідозрили їх у зв'язку з партизанами і живими спалили в хаті.

## Про нього
- Пузанов И. И. Даниил Фомич Седун // Охрана природы. — 1930. — № 1. — С. 23-25.
- Пузанов И. И. По нехоженому Крыму. — М.: Географгиз, 1960. — 286 с.
- Розанов М. П. Зоологическая экспедиция Главнауки в Кавказский заповедник // Охрана природы. — 1928. — № 3. — С. 13-19.